# Estación de Cristo de Burgos
La estación de Cristo de Burgos es un proyecto de estación de la línea 2 del metro de Sevilla, prevista en la Plaza Cristo de Burgos, en pleno casco histórico de la ciudad. Forma parte del trazado en fase de planificación y actualmente no hay una fecha definida para el inicio de su construcción.

## Características
Según el diseño previsto, la estación se construirá mediante un pozo de extracción de 32 metros de diámetro. Una vez completado, se procederá a la excavación en mina de la estación, conformándola en un espacio rectangular.
El túnel en este tramo de la línea 2 se excavará con tuneladora a una profundidad aproximada de 50 metros, con el objetivo de minimizar el impacto sobre los edificios históricos de la zona. De materializarse el proyecto, esta estación sería una de las más profundas de toda la red de metro de Sevilla, junto con la estación de Plaza del Duque.
El acceso a los andenes desde el vestíbulo se realizaría mediante seis ascensores de alta velocidad y escaleras mecánicas, garantizando la movilidad dentro de la estación.

## Accesos
- Plaza Cristo de Burgos Plaza Cristo de Burgos
- Plaza Cristo de Burgos.

## Líneas y correspondencias
| << cabecera  | < estación      | línea | estación >        | cabecera >> |
| ------------ | --------------- | ----- | ----------------- | ----------- |
| Torre Triana | Plaza del Duque |       | María Auxiliadora | Torreblanca |

## Conexiones

### Autobuses urbanos
Diversas líneas de autobuses urbanos propiedad de la empresa TUSSAM tienen parada en la proximidad de la futura estación.
| N.º de parada | LÍNEA | Trayecto                                | Zona         |
| ------------- | ----- | --------------------------------------- | ------------ |
|               | 10    | Ponce de León - San Jerónimo            | Radial Norte |
|               | 11    | Ponce de León - Los Príncipes           | Radial Norte |
|               | 12    | Ponce de León - Pino Montano            | Radial Norte |
|               | 15    | Ponce de León - San Diego               | Radial Norte |
|               | 16    | Plaza Jerónimo de Córdoba - Valdezorras | Radial Norte |
|               | 20    | Ponce de León - Polígono San Pablo      | Radial Este  |
|               | 24    | Ponce de León - Rochelambert            | Radial Este  |
|               | 27    | Plaza del Duque - Sevilla Este          | Radial Este  |
|               | 32    | Plaza del Duque - Polígono Sur          | Radial Sur   |
|               | C5    | Circular centro                         | Circular     |
|               | A7    | Prado S. Sebastián - Santa Justa        | Noctura      |